# Morangis (Essonne)
Morangis is een gemeente in het Franse departement Essonne (regio Île-de-France) en telt 13.424 inwoners (2019). De plaats maakt deel uit van het arrondissement Palaiseau.

## Geografie
De oppervlakte van Morangis bedraagt 4,8 km², de bevolkingsdichtheid is 2797 inwoners per km².
De onderstaande kaart toont de ligging van Morangis (Essonne) met de belangrijkste infrastructuur en aangrenzende gemeenten.

## Demografie
Onderstaande figuur toont het verloop van het inwonertal (bron: INSEE-tellingen).